# Il circo di Tati
Il circo di Tati (Parade) è un film del 1974 diretto da Jacques Tati, suo ultimo film in veste di regista.

## Trama
Tati appare nella parte alternata del presentatore e di un clown in un circo.

## Distribuzione
Il film venne presentato fuori concorso al Cannes Film Festival del 1974.

## Premi e riconoscimenti
Nel 1975 il film ricevette il "Grand Prix du Cinéma Français".